# 歐洲日
在歐洲，歐洲日是慶祝歐洲和平和統一的紀念日，它包括兩個完全不同定義的紀念日：5月5日紀念欧洲委员会成立，5月9日紀念歐洲聯盟（EU）計劃的提出。  對歐盟而言，這一天也被稱為舒曼日，以紀念法國外交部長罗贝尔·舒曼提出舒曼計劃的日子。 

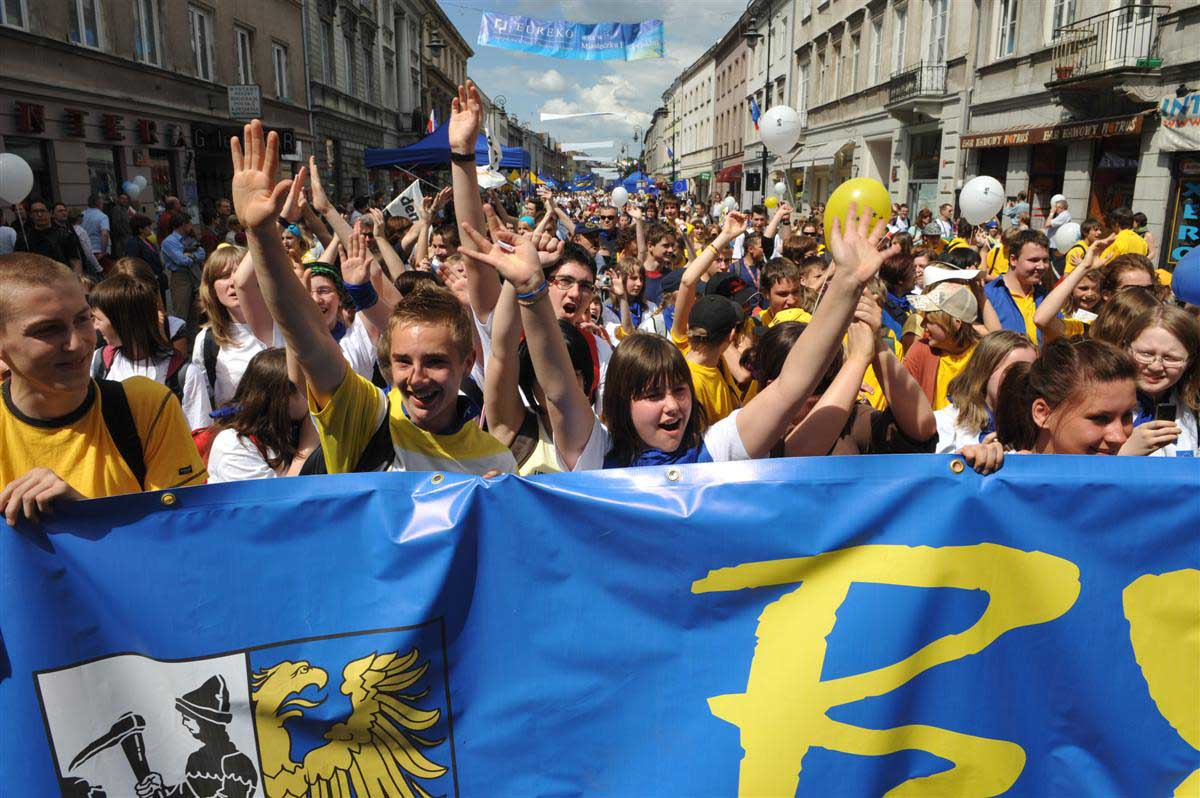
攝於2008年，位於波蘭華沙的歐洲日慶祝巡遊。

## 法律地位
歐洲日是歐盟機構僱員的公眾假期。2019年，盧森堡將歐洲日訂為公眾假期，也是科索沃的公眾假期。在克羅地亞是“陣亡將士紀念日”，這是一個法律承認的紀念日，但不是公眾假期；在立陶宛也是法律認可的紀念日。德國聯邦法令將這天定為「國旗飄揚日」（Beflaggungstag），要求在該日展示國旗。羅馬尼亞也慶祝歐洲日，此日恰逢羅馬尼亞國家獨立日。
從2003年到2023年，烏克蘭在五月的第三個星期六慶祝歐洲日。2023年5月8日，烏克蘭總統弗拉基米尔·泽连斯基頒布法令，將5月9日從勝利日改為歐洲日，與歐盟成員國一起慶祝。